# 待ちくたびれてヨコハマ (アルバム)
『待ちくたびれてヨコハマ』（まちくたびれてヨコハマ）は、柏原芳恵の11枚目のオリジナル・アルバム。1985年6月1日にフィリップス・レコードより発売された。

## 概要
1985年4月3日に発売された本アルバムと同タイトルのシングル「待ちくたびれてヨコハマ」と、そのB面曲「時間を下さい」を含む全10曲を収録。歌謡曲色の強い楽曲で構成されている。
アルバムの帯コピーは、″出会い、別れ、そして愛…　瑞々しくて、たおやかな情感が全曲に溢れたオリジナル・アルバム″
本作は、LPとCDが同時に発売されている。（本作以降に発売されたアルバムの中には、場合によってCDの方が1週間から1か月程度遅れて発売されたものも存在する。）
2018年9月26日には、オリジナルの収録曲に加えてボーナス・トラック1曲が追加された『待ちくたびれてヨコハマ+1』(SHM-CD)として、ユニバーサルミュージックより紙ジャケット仕様で発売された。

## 収録曲

### LP

#### Side A
1. 時間を下さい
作詞：荒木とよひさ / 作曲：三木たかし / 編曲：若草恵
  - 先行シングル「待ちくたびれてヨコハマ」のB面曲。
2. 恋する…あなたと。
作詞：荒木とよひさ / 作曲：三木たかし / 編曲：戸塚修
3. おもいのままに
作詞・作曲：佐々木勉 / 編曲：桜庭伸幸
4. 恋路唄
作詞：荒木とよひさ / 作曲：三木たかし / 編曲：戸塚修
5. 待ちくたびれてヨコハマ
作詞：荒木とよひさ / 作曲：三木たかし / 編曲：若草恵
  - 先行シングルのA面曲。

#### Side B
1. 送春譜
作詞：原真弓 / 作曲：小泉まさみ / 編曲：渡辺博也
2. あやとり坂
作詞：原真弓 / 作曲：小泉まさみ / 編曲：渡辺博也
3. かすみ草
作詞：メアリィ中村 / 作曲：深沢桂子 / 編曲：石川鷹彦
  - 後に27枚目のシングル「途中下車」のB面曲としてリカットされた。
4. 願い星
作詞・作曲：さかたかずこ / 編曲：渡辺博也
5. 車内風景
作詞・作曲：さかたかずこ / 編曲：渡辺博也

### CD
1. 時間を下さい
2. 恋する…あなたと。
3. おもいのままに
4. 恋路唄
5. 待ちくたびれてヨコハマ
6. 送春譜
7. あやとり坂
8. かすみ草
9. 願い星
10. 車内風景

### 待ちくたびれてヨコハマ +1（SHM-CD）
1. 時間を下さい
2. 恋する…あなたと。
3. おもいのままに
4. 恋路唄
5. 待ちくたびれてヨコハマ
6. 送春譜
7. あやとり坂
8. かすみ草
9. 願い星
10. 車内風景

#### ボーナス・トラック
1. Gmのバラード
作詞：原田哲郎 / 補作詞：原真弓 / 作曲：三木たかし / 編曲：戸塚修
  - 22枚目のシングル「太陽は知っている」のB面曲。一般公募で選ばれた男性ボーカリスト原木浩とのデュエット曲。